# Junínmeer
Het Junínmeer, bekend als Lago Junín in het Spaans en als Chinchayqucha in het Quechua is het op een na grootste meer van Peru na het Titicacameer. Het is wel het grootste meer dat geheel in Peru ligt, aangezien het Titicacameer voor een gedeelte in Bolivia ligt.
Het grootste gedeelte is gelegen in de provincie Junín en een klein stuk ligt in de provincie Pasco. Het ligt 4082 meter boven zeeniveau.
Het meer heeft een maximale diepte van 12 m.